# Derecske-Vásártér megállóhely
Derecske-Vásártér megállóhely egy Hajdú-Bihar vármegyei vasúti megállóhely Derecske településen, a helyi önkormányzat üzemeltetésében. A belterület keleti szélén helyezkedik el, közúti elérését egy, a 4811-es útból kiágazó önkormányzati út biztosítja.

## Vasútvonalak
A megállóhelyet az alábbi vasútvonalak érintik:
- Debrecen–Nagykereki-vasútvonal

## Kapcsolódó állomások
A megállóhelyhez az alábbi állomások vannak a legközelebb:
- Derecske megállóhely (Debrecen–Nagykereki-vasútvonal)
- Konyár vasútállomás (Debrecen–Nagykereki-vasútvonal)

## Forgalom
| Járat | Útvonal | Gyakoriság   |
| ----- | --- | ------------ |
| S506  | Debrecen – Sáránd – Derecske – Derecske-Vásártér – Konyár – Konyári Sóstófürdő – Pocsaj-Esztár – Kismarja – Nagykereki | 1-3 óránként |